# Biała (gmina w województwie poznańskim)
Biała – dawna gmina wiejska istniejąca w latach 1945–1954 w woj. poznańskim (dzisiejsze woj. wielkopolskie). Siedzibą władz gminy była Biała.
Gmina Biała powstała po II wojnie światowej (1945) na terenie tzw. Ziem Odzyskanych (tzw. III okręg administracyjny – Pomorze Zachodnie). 25 września 1945 gmina – jako jednostka administracyjna powiatu trzcianeckiego – została powierzona administracji wojewody poznańskiego, po czym z dniem 28 czerwca 1946 została przyłączona do woj. poznańskiego, wchodząc równocześnie w skład nowo utworzonego powiatu pilskiego.
Według stanu z 1 lipca 1952 gmina składała się z 8 gromad: Biała, Łomnica, Ługi Ujskie, Motylewo, Osiniec, Radolin, Stobno i Wapniarnia. Gmina została zniesiona 29 września 1954 wraz z reformą wprowadzającą gromady w miejsce gmin. Jednostki nie przywrócono 1 stycznia 1973 wraz z kolejną reformą reaktywującą gminy.